# Грановський Андрій Олександрович
Андрі́й Олекса́ндрович Грано́вський (16 липня 1971 — 13 серпня 2014) — старшина Збройних сил України, учасник російсько-української війни.

## Життєпис
Народився 1971 року в місті Остер (Чернігівська область). Закінчив Остерську та Деснянську (Козелецького району) загальноосвітні школи. З 28 грудня 1989 року проходив військову службу у Збройних силах СРСР, продовжив у Збройних Силах України.
Інструктор навчального танкового взводу, 300-й навчальний танковий полк, 169-й навчальний центр Сухопутних військ.
Загинув 13 серпня 2014 року під час обстрілу терористами з БМ-21 «Град» на кургані Гостра Могила поблизу Польового — осколкове поранення в голову.
Вдома залишились дружина та двоє дітей. Похований в Острі 16 серпня 2014-го.

## Нагороди та вшанування
- 27 листопада 2014 року — за особисту мужність і героїзм, виявлені у захисті державного суверенітету та територіальної цілісності України, вірність військовій присязі під час російсько-української війни, відзначений — нагороджений орденом Богдана Хмельницького ІІІ ступеня (посмертно).
- 20 квітня 2021 року — Почесна відзнака Чернігівської обласної ради «За мужність і вірність Україні»[2].
- Вшановується 13 серпня на щоденному ранковому церемоніалі вшанування українських захисників, які загинули цього дня у різні роки внаслідок російської збройної агресії[3].
- Його портрет розміщений на меморіалі «Стіна пам'яті полеглих за Україну» у Києві: секція 2, ряд 4, місце 41.
- вулиця Фрунзе в місті Остер Козелецького району перейменована на честь Андрія Грановського (розпорядження Остерської міської ради № 18 від 19 лютого 2016 року)
- На честь Андрія Грановського та загиблих земляків у жовтні 2016 року в Козельці встановленл меморіальний знак.